# Tempsat 1
Tempsat 1 – amerykański wojskowy satelita technologiczny. Służył badaniom inżynieryjnym nad kontrolą termiczną statków kosmicznych za pomocą czarnych farb. Satelita stanowił zwykłą sferę o średnicy 35 cm (14 cali). Wystrzelony razem z Dodecapole 2.
Satelita pozostaje na orbicie okołoziemskiej, której trwałość szacowana jest na 1000 lat.